# Liodrosophila marginifrons
Liodrosophila marginifrons är en tvåvingeart som beskrevs av Oswald Duda 1922. Liodrosophila marginifrons ingår i släktet Liodrosophila och familjen daggflugor. Inga underarter finns listade i Catalogue of Life.